# L'Econòmic
L'Econòmic és un setmanari d'informació i anàlisi en català sobre l'empresa que va arribar als quioscos per primera vegada el 19 de juny del 2010.
La publicació, de color salmó, aporta elements de reflexió per poder interpretar millor l'actualitat econòmica de Catalunya i el món. En l'àmbit empresarial s'interessa per les petites i mitjanes empreses, i més per l'economia productiva que per la financera.
La publicació està editada per Tallers d'Iniciatives Editorials, una empresa constituïda el gener del 2010 per un grup de periodistes del desaparegut setmanari Dossier Econòmic. La societat va signar un acord amb Hermes Comunicacions, editora d'El Punt, i propietària de la Corporació Catalana de Comunicació, editora de l'Avui, amb l'objectiu de distribuir el setmanari cada dissabte amb els dos diaris.
El director de L'Econòmic és Ramon Roca, que exercia de redactor en cap a la publicació Dossier Econòmic fins al moment del tancament.